# Port Angeles East
Port Angeles East é uma Região censo-designada localizada no estado norte-americano de Washington, no Condado de Clallam.

## Demografia
Segundo o censo norte-americano de 2000, a sua população era de 3053 habitantes.

## Geografia
De acordo com o United States Census Bureau tem uma área de
12,0 km², dos quais 9,8 km² cobertos por terra e 2,2 km² cobertos por água.

## Localidades na vizinhança
O diagrama seguinte representa as localidades num raio de 24 km ao redor de Port Angeles East.